# Burun (Sprache)
Burun (auch: Barun oder Borun) ist eine westnilotische Sprache und wird von ca. 18.000 Menschen (Stand von 1977) gesprochen, die im Süden Sudans leben. Burun ist nirgendwo Amtssprache.
Das Volk, das diese Sprache spricht, heißt ebenfalls Burun.